# Rolls-Royce Silver Dawn (1949)
Rolls-Royce Silver Dawn – luksusowy samochód osobowy produkowany przez brytyjską firmę Rolls-Royce w latach 1949–1955. Dostępny jako 4-drzwiowy sedan. Do napędu użyto sześciocylindrowych silników rzędowych. Moc przenoszona była na koła tylne poprzez 4-biegową manualną bądź automatyczną skrzynię biegów. Silver Dawn został zastąpiony przez model Silver Cloud.

## Dane techniczne

### Silnik
- R6 4,6 l (4566 cm³), 2 zawory na cylinder
- Układ zasilania: gaźnik
- Średnica × skok tłoka: 92,00 mm × 114,30 mm
- Stopień sprężania: 6,75:1

### Osiągi
- Przyspieszenie 0-80 km/h: 11,4 s
- Przyspieszenie 0-100 km/h: 16,2 s
- Prędkość maksymalna: 139 km/h